# 高武明
高武明（1937年7月23日—），福建晉江人，菲律賓華僑，前台灣舉重運動員。曾參加1956年墨爾本奧運及1960年羅馬奧運。
高武明原是鐵人三項運動員，在舉重教練施玉筆指導下轉投舉重。1956年在墨爾本亞洲賽奪得銀牌。1957年在德黑蘭亞洲舉重錦標賽奪得冠軍。
1958年東京亞運，高武明在男子舉重75公斤級奪得金牌。